# Shiloh Strong
Shiloh Strong (San Francisco, 12 giugno 1978) è un attore, sceneggiatore, regista e fotografo statunitense.
Tra i ruoli più noti da lui interpretati quello di Zelos Wilder in Tales of Symphonia, David Scott in Dinotopia e Grant in Buck Naked Arson.

## Biografia
All'età di 16 anni, Shiloh ha vinto un Dramalogue Award per aver scritto la commedia Shades of Blue. Ha scritto, diretto e recitato nel pluripremiato cortometraggio Irish Twins insieme a suo fratello, Rider Strong. Il film è stato presentato al Tribeca Film Festival 2008.
Nel 2008, Shiloh Strong ha contribuito a creare uno spot televisivo per la campagna presidenziale di Barack Obama intitolata It Could Happen To You. È apparso nella pubblicità con Alexandra Barreto e suo fratello Rider Strong. Lo spot pubblicitario ha vinto il contest di Moveon.org per lo spot più divertente e trasmesso su Comedy Central.
Nel 2015, Shiloh ha iniziato a lavorare su Girl Meets World, co-dirigendo episodi con suo fratello Rider.

## Filmografia

### Attore

#### Cinema
- La voce del silenzio (House of Cards), regia di Michael Lessac (1993)
- Foxfire, regia di Annette Haywood-Carter (1996)
- Buck Naked Arson, regia di Amy Snow (2001)
- Cabin Fever, regia di Eli Roth (2002)
- The Mirror, regia di Stephen Eckelberry (2007)
- Hidden Affairs, regia di Stephen Eckelberry (2013)
- Ravana's Game, regia di David Eblen (2014)

#### Televisione
- Spies, regia di Kevin Connor – film TV (1993)
- The Mommies – serie TV, 29 episodi (1993-1995)
- Maybe This Time – serie TV, episodi 1x2 (1995)
- Una famiglia del terzo tipo (3rd Rock from the Sun) – serie TV, episodi 5x21-5x22 (2000)
- Detective Monk (Monk) – serie TV, episodi 2x2 (2003)
- Dinotopia – serie TV, 13 episodi (2002-2003)
- 24 – serie TV, episodi 3x19 (2004)
- CSI - Scena del crimine (CSI: Crime Scene Investigation) – serie TV, episodi 6x11 (2006)

### Regista

#### Cinema
- Irish Twins, co-regia di Rider Strong - cortometraggio (2008)
- The Dungeon Master, co-regia di Rider Strong - cortometraggio (2011)

#### Televisione
- Girl Meets World – serie TV, 15 episodi (2015-2016)
- Micah the Asshole Ghost, co-regia di Rider Strong - film TV (2017)